# Lesachbach
Der Lesachbach ist ein Bach in der Gemeinde Kals am Großglockner (Bezirk Lienz). Der Bach entspringt westlich des Roten Knopf und mündet südwestlich von Unterlesach von links in den Kalserbach.

## Verlauf
Der Lesachbach entspringt zwischen Kristallkopf, Rotem Kopf, Südlicher und Nördlicher Talleitenspitze und Glödis in mehreren Quellbächen, wobei kurz nach deren Vereinigung rechtsseitig der Ruisbach einmündet. Der Lesachbach fließt in der Folge in westlicher Richtung  wobei er zunächst die Almweiden der Lesachalm passiert. In der Folge durchfließt der Bach Waldflächen im Bereich der Lesachalmhütte, wo linksseitig der Ralfbach einmündet. Auch nahezu der gesamte Unterlauf ist bewaldet, wobei rechtsseitig noch der Mörbetzbach einmündet. Kurz vor der Mündung passiert der Lesachbach die Ortschaften Oberlesach und Unterlesach, bevor er südwestlich von Unterlesach in den Kalserbach mündet.